# Warehouse Group
The Warehouse Group est une entreprise néo-zélandaise faisant partie de l'indice NZSX50, indice principale de la bourse de Nouvelle-Zélande, le New Zealand Exchange. Fondée en 1982 et basée à North Shore City dans la région d'Auckland, elle gère un réseau de distribution et de grands magasins sur l'ensemble du pays.